# Abralia veranyi
Abralia veranyi е вид главоного от семейство Enoploteuthidae.

## Разпространение
Видът е разпространен в Италия, Канада, Португалия (Мадейра), САЩ, Суринам и Франция.